# 高木あきこ
高木 あきこ（たかぎ あきこ、1940年6月14日 - ）は、日本の児童文学作家、作詞家。

## 略歴
東京都出身。父親は、芥川賞を辞退したことで知られる小説家・ドイツ文学者の高木卓。祖母の安藤幸はヴァイオリニストで、その兄姉には郡司成忠、幸田露伴、幸田成友、幸田延がいる。
東京学芸大学学芸学部国語科卒業。大学在学中よりサトウハチロー主宰の木曜会にて童謡を学ぶ。
1972年、「たいくつな王様」で第5回日本児童文学者協会新人賞受賞。2002年、「おやつのうた」で日本童謡賞受賞。2007年、詩「どこか　いいところ」で第25回新美南吉児童文学賞、第54回産経児童出版文化賞産経新聞社賞受賞。

## 著書
- 『にげだしたパンツくん』（教育画劇、教育画劇のかみしばい） 1977年4月
- 『ふしぎなむかし話』（講談社、講談社の幼年文庫） 1978年9月
- 『しりとりおつかい』（太平出版社、太平ようねん童話） 1979年12月
- 『このねこ、りんご?』（教育画劇、タンバリン・シリーズ） 1980年10月
- 『ゆうびんばこはねこのいえ』（太平出版社、太平ようねん童話） 1980年2月
- 『空からばらばら』（教育画劇、よいこの地震紙芝居ぐらぐら） 1981年4月
- 『がちゃがちゃうんどうかい』（教育画劇、たのしいちえあそび） 1981年9月
- 『ねこがふんじゃった』（太平出版社、太平ようねん童話） 1981年9月
- 『たのしいおしょうがつ』（勝又進絵、教育画劇、あたらしい行事紙芝居） 1982年9月
- 『一休さん』（ポプラ社、一年生文庫） 1983年1月
- 『なんきょくのタロとジロ』（教育画劇、心あたたまるほんとうにあったどうぶつの話） 1983年9月
- 『みんなのこうえん』（教育画劇、あたらしいしつけ紙芝居） 1984年2月
- 『おかあさんが3にん』（童心社、美しい心シリーズ） 1984年5月
- 『めいろのすきな女の子』（ポプラ社、二年生文庫） 1984年9月
- 『ふしぎなホットケーキ島』（太平出版社、太平けっさく童話） 1985年1月
- 『あやとりあひるのあいうえお』（童心社、よいこの12か月） 1985年4月
- 『いばりんぼのかみひこうき』（教育画劇、おはなしランド） 1985年7月
- 『あっちゃんのふうせん』（童心社、ひまわりシリーズ） 1985年9月
- 『ポップアップ マザー・グースのうた 1（ハンプティ+ダンプティ他）』（偕成社） 1985年10月
- 『ポップアップ マザー・グースのうた 2（ジャックとジル他）』（偕成社） 1985年10月
- 『ポップアップ マザー・グースのうた 3（ねことバイオリン他）』（偕成社） 1985年10月
- 『ポップアップ マザー・グースのうた 4（ぺたぺたおかしやさん他）』（偕成社） 1985年10月
- 『にげたパンツ』（童心社、絵本・ちいさななかまたち） 1985年10月
- 『わくわくどきどきしんかんせん』（教育画劇、のりものだいすき） 1986年1月
- 『こうのとりになった王さま』前・後編（教育画劇、世界童話シリーズ） 1986年2月
- 『砂糖菓子の王子』（西村書店） 1986年3月
- 『おこりんぼのおーちゃん（新版）』（教育画劇、交通安全紙芝居） 1986年6月
- 『さっちゃんのカーネーション』（教育画劇、あたらしい行事紙芝居） 1986年9月
- 『だれのいえかな?』（教育画劇、おはなしプレゼント） 1986年10月
- 『しあわせの王子』（教育画劇、2年の道徳紙芝居） 1987年2月
- 『ユニコーンと海』（西村書店） 1987年3月
- 『家なき子』前・中・後編（教育画劇、世界の名作ランド） 1988年3月
- 『たんたんたまご』（鈴木出版、たんぽぽえほんシリーズ） 1989年5月
- 『くさりにつながれたおひめさま アンドロメダ座とくじら座』（教育画劇、アニメ紙芝居 星座のおはなし） 1990年5月
- 『ドリーロンドンねずみのものがたり』（西村書店） 1990年10月
- 『まほうでばけくらべ ポルトガル』（教育画劇、アニメかみしばい 民話せかいのたび） 1990年11月
- 『ひなまつりのおきゃくさま』（ひさかたチャイルド、子どものまつり絵本） 1991年1月
- 『ガリバーのぼうけん』（世界文化社、ワンダー名作館） 1991年
- 『バスくんよろしくね』（教育画劇、教育画劇のかみしばい） 1992年4月
- 『王女さまをたすけたまじょ』（教育画劇、教育画劇のかみしばい） 1994年8月
- 『ぴょんぴょんぼたもち』（教育画劇、教育画劇のかみしばい） 1995年7月
- 『まっくらぐらぐら 夜間の家の中での地震』（教育画劇、教育画劇のかみしばい） 1995年8月
- 『まじょのきんか』（世界文化社、ワンダーおはなし館） 1995年）
- 『かっちゃんのくつ』（童心社、みんなは、できるかな?） 1996年4月
- 『おとをあらわすことば』（太平出版社、つくばシリーズ） 1996年6月
- 『はんたいのことば』（太平出版社、つくばシリーズ） 1996年7月
- 『おまじないはなあに? 誘拐防止』（教育画劇、教育画劇のかみしばい） 1996年8月
- 『まとめてよぶことば』（太平出版社、つくばシリーズ） 1996年9月
- 『はなす』（太平出版社、つくばシリーズ） 1996年10月
- 『かぞえることば』（太平出版社、つくばシリーズ） 1996年11月
- 『しりとり』（太平出版社、つくばシリーズ） 1996年12月
- 『たきびかいじゅうきえとくれ! たき火の注意』（教育画劇、教育画劇のかみしばい） 1997年1月
- 『おばあちゃんとわらべうた わらべうた』（太平出版社、つくばシリーズ） 1997年2月
- 『まねっここだぬき 模倣』（太平出版社、つくばシリーズ） 1997年6月
- 『どきどきドンドンおんがくかい 音楽会』（太平出版社、つくばシリーズ） 1997年10月
- 『あしおとタンタン リズム』（太平出版社、つくばシリーズ） 1998年1月
- 『つのがきえたあかおに 節分』（教育画劇、教育画劇のかみしばい） 1998年8月
- 『あたらしいななのかさ』（学習研究社、おはなしファンファン） 1999年6月
- 『おやつのうた』（リーブル、こどものじかんシリーズ） 2001年10月
- 『くるまでおでかけ』（ひさかたチャイルド） 2004年4月
- 『ちいさいふねのぼうけん』（ひさかたチャイルド） 2005年4月
- 『おっぱいのうた』（リーブル、こどものじかんシリーズ） 2005年7月
- 『たべものうた』（リーブル、こどものじかんシリーズ） 2006年3月
- 『ねんねのうた』（リーブル、こどものじかんシリーズ） 2006年10月
- 『どこかいいところ 高木あきこ詩集』（理論社、詩の風景） 2006年11月

## 作詞
- 「「と」の字のたんじょうび」
- 「まるかいてちょん」
- 「おやつのうた」
- 「おっぱいのうた」
- 「たべものうた」
- 「ねんねのうた」
- 「旅立つ季節」
- 「夏の日の贈りもの」
- 「ひろい世界へ」
- 「大きな明日へ」(鷹南学園学園歌)